# Fußball in Uruguay

Logo der Asociación Uruguaya de Fútbol

Fußball ist in Uruguay, wie in fast ganz Lateinamerika, die wichtigste Sportart überhaupt. Sehr viele Jugendliche spielen Fußball, und Profi-Spieler können zu Nationalhelden aufsteigen.

## Verband
Der nationale Fußballverband ist die Asociación Uruguaya de Fútbol (gegründet 1900, Mitglied in der CONMEBOL seit 1916 – Gründungsmitglied). Im Verband gibt es etwa 1.100 Vereine und 188.000 Aktive (Stand: 1999). Im Jahr 1954 taxierte die Zeitung Mundo Deportivo die Zahl der Fußballvereine in Uruguay auf rund 3.000, in denen zu jener Zeit etwa 125.000 Fußballer spielten. Allerdings waren zur damaligen Zeit lediglich 17.000 Spieler in der AUF organisiert, darunter rund 900 professionelle Fußballer.

## Vereinsbetrieb
Das erste offizielle Fußballspiel auf uruguayischem Boden absolvierten im Jahre 1881 die beiden Vereine Montevideo Rowing Club und Montevideo Cricket Club. Die beiden Teams gehörten jedoch nicht reinen Fußballvereinen an, vielmehr handelte es sich bei beiden Institutionen um Sportvereine, in denen mehrere Sportarten betrieben wurden. Der erste reine Fußballklub entstand sodann am 1. Juni 1891 mit dem Albion Football Club.
Zwischen 1900 und 1930 war die Liga ein Amateurbewerb. Die Profiliga wurde 1931 gegründet.
Die höchste Liga in Uruguay ist die Primera División. Darunter gibt es noch die Segunda División und die Segunda División Amateur de Uruguay.

### Primera División Profesional de Uruguay
Die Anzahl der Mannschaften in der ersten Liga wurde vor der Saison 2005/2006 von 18 auf 17 reduziert (3 Absteiger, 2 Aufsteiger), und für 2006/2007 nochmals auf 16 Klubs (2 Absteiger, 1 Aufsteiger) verringert.
Seit 1994 werden die Vorrunde (Torneo Apertura) und die Rückrunde (Torneo Clausura) getrennt ausgetragen. Die jeweiligen Tabellenersten ermittelten am Ende der Saison in Hin- und Rückspielen den Meister. Seit der Saison 2005/06 wird der Meistertitel erst durch ein zusätzliches Play-off mit dem Klub, der in der zusammengezählten Tabelle aus Apertura und Clausura am höchsten gereiht ist, ermittelt.
In der ersten Jahreshälfte 2005 wurde eine „Zwischensaison“ ausgespielt, da das Spieljahr danach an den europäischen Rhythmus angeglichen wurde. Die Apertura findet seither in der zweiten Jahreshälfte statt, die Clausura folgt in der ersten Hälfte des nächsten Jahres.
Die beiden dominierenden Klubs sind Peñarol und Nacional Montevideo, welche die mit Abstand meisten Meistertitel vorzuweisen haben. Nur 19-mal wurde ein anderer Verein Meister.

#### Meistertitel in der Amateurliga
| - 1900 – CURCC - 1901 – CURCC - 1902 – Nacional - 1903 – Nacional - 1904 keine Austragung - 1905 – CURCC - 1906 – Wanderers - 1907 – CURCC | - 1908 – River Plate - 1909 – Wanderers - 1910 – River Plate - 1911 – CURCC - 1912 – Nacional - 1913 – River Plate - 1914 – River Plate - 1915 – Nacional | - 1916 – Nacional - 1917 – Nacional - 1918 – Peñarol - 1919 – Nacional - 1920 – Nacional - 1921 – Peñarol - 1922 – Nacional - 1923 – Nacional | - 1924 – Nacional - 1925 nicht beendet - 1926 inoffizielle Austragung - 1927 – Rampla Juniors - 1928 – Peñarol - 1929 – Peñarol - 1930 keine Austragung - 1931 – Wanderers |

#### Mannschaften mit den meisten Titeln
| Rang | Verein                 | Titel | Spielzeiten                                                      |
| ---- | ---------------------- | ----- | ---------------------------------------------------------------- |
| 1.   | Nacional Montevideo    | 11    | 1902, 1903, 1912, 1915, 1916, 1917, 1919, 1920, 1922, 1923, 1924 |
| 2.   | CA Peñarol/CURCC       | 9     | 1900, 1901, 1905, 1907, 1911, 1918, 1921, 1928, 1929             |
| 3.   | River Plate Montevideo | 4     | 1908, 1910, 1913, 1914                                           |
| 4.   | Montevideo Wanderers   | 3     | 1906, 1909, 1931                                                 |
| 5.   | Rampla Juniors         | 1     | 1927                                                             |

#### Meistertitel in der Profiliga
| - 1932 – Peñarol - 1933 – Nacional - 1934 – Nacional - 1935 – Peñarol - 1936 – Peñarol - 1937 – Peñarol - 1938 – Peñarol - 1939 – Nacional - 1940 – Nacional - 1941 – Nacional - 1942 – Nacional - 1943 – Nacional - 1944 – Peñarol - 1945 – Peñarol - 1946 – Nacional - 1947 – Nacional - 1948 nicht beendet - 1949 – Peñarol - 1950 – Nacional - 1951 – Peñarol - 1952 – Nacional - 1953 – Peñarol | - 1954 – Peñarol - 1955 – Nacional - 1956 – Nacional - 1957 – Nacional - 1958 – Peñarol - 1959 – Peñarol - 1960 – Peñarol - 1961 – Peñarol - 1962 – Peñarol - 1963 – Nacional - 1964 – Peñarol - 1965 – Peñarol - 1966 – Nacional - 1967 – Peñarol - 1968 – Peñarol - 1969 – Nacional - 1970 – Nacional - 1971 – Nacional - 1972 – Nacional - 1973 – Peñarol - 1974 – Peñarol - 1975 – Peñarol - 1976 – Defensor | - 1977 – Nacional - 1978 – Peñarol - 1979 – Peñarol - 1980 – Nacional - 1981 – Peñarol - 1982 – Peñarol - 1983 – Nacional - 1984 – Central Español - 1985 – Peñarol - 1986 – Peñarol - 1987 – Defensor - 1988 – Danubio - 1989 – Progreso - 1990 – Bella Vista - 1991 – Defensor - 1992 – Nacional - 1993 – Peñarol - 1994 – Peñarol - 1995 – Peñarol - 1996 – Peñarol - 1997 – Peñarol - 1998 – Nacional - 1999 – Peñarol | - 2000 – Nacional - 2001 – Nacional - 2002 – Nacional - 2003 – Peñarol - 2004 – Danubio - 2005 – Nacional - 2005/06 – Nacional - 2006/07 – Danubio - 2007/08 – Defensor - 2008/09 – Nacional - 2009/10 – Peñarol - 2010/11 – Nacional - 2011/12 – Nacional - 2012/13 – Peñarol - 2013/14 – Danubio - 2014/15 – Nacional - 2015/16 – Peñarol - 2016/17 – Peñarol - 2017/18 – Peñarol - 2018/19 – Nacional - 2019/20 – Nacional - 2020/21 – Peñarol - 2021/22 – Nacional - 2022/23 – Liverpool - 2023/24 – Peñarol |

#### Mannschaften mit den meisten Titeln
| Rang | Verein               | Titel | Spielzeiten |
| ---- | -------------------- | ----- | --- |
| 1.   | CA Peñarol           | 43    | 1932, 1935, 1936, 1937, 1938, 1944, 1945, 1949, 1951, 1953, 1954, 1958, 1959, 1960, 1961, 1962, 1964, 1965, 1967, 1968, 1973, 1974, 1975, 1978, 1979, 1981, 1982, 1985, 1986, 1993, 1994, 1995, 1996, 1997, 1999, 2003, 2009/10, 2012/13, 2015/16, 2017, 2018, 2021, 2024 |
| 2.   | Nacional Montevideo  | 38    | 1933, 1934, 1939, 1940, 1941, 1942, 1943, 1946, 1947, 1950, 1952, 1955, 1956, 1957, 1963, 1966, 1969, 1970, 1971, 1972, 1977, 1980, 1983, 1992, 1998, 2000, 2001, 2002, 2005, 2005/06, 2008/09, 2010/11, 2011/12, 2014/15, 2016, 2019, 2020, 2022                         |
| 3.   | Defensor Sporting    | 4     | 1976, 1987, 1991, 2007/08 |
| 4.   | Danubio FC           | 3     | 1988, 2004, 2006/07, 2013/14 |
| 5.   | CA Bella Vista       | 1     | 1990 |
| 5.   | Central Español      | 1     | 1984 |
| 5.   | CA Progreso          | 1     | 1989 |
| 5.   | Liverpool Montevideo | 1     | 2023 |

#### Mannschaften mit den meisten Titeln in Amateur- und Profiliga gesamt
| Rang | Verein                 | Titel |
| ---- | ---------------------- | ----- |
| 1.   | CA Peñarol             | 52    |
| 2.   | Nacional Montevideo    | 49    |
| 3.   | Defensor Sporting      | 4     |
| 3.   | River Plate Montevideo | 4     |
| 3.   | Danubio FC             | 4     |
| 6.   | Montevideo Wanderers   | 3     |
| 7.   | CA Bella Vista         | 1     |
| 7.   | Central Español        | 1     |
| 7.   | CA Progreso            | 1     |
| 7.   | Rampla Juniors         | 1     |
| 7.   | Liverpool Montevideo   | 1     |